# Qingheiite
La qingheiite è un minerale.